# داريو سيغوفيا
داريو سيغوفيا (بالإسبانية: Darío Segovia)‏ (18 مارس 1932 في باراغواي - 20 يناير 1994) هو لاعب كرة قدم باراغواياني في مركز الدفاع، شارك في كأس أمريكا الجنوبية 1955 وكأس العالم 1958. وشارك مع منتخب باراغواي لكرة القدم. أما مع النوادي، فقد لعب مع نادي سول دي أميريكا.

## وصلات خارجية
- داريو سيغوفيا على موقع الاتحاد الدولي (مؤرشف)  (الإنجليزية)
- داريو سيغوفيا على موقع عالم كرة القدم.نت (الإنجليزية)